# Goban

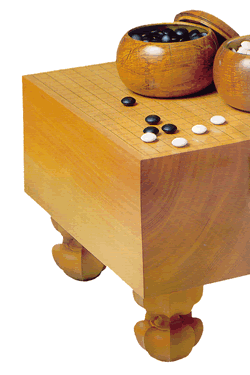
Goban tradizionale

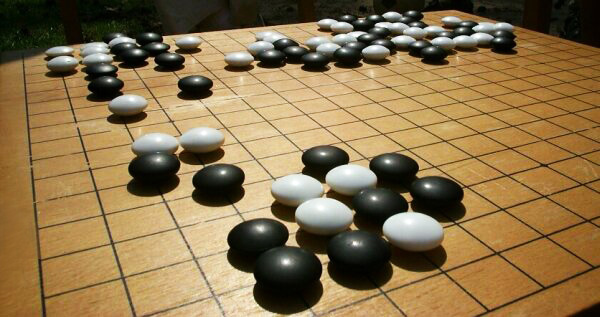
Goban tradizionale

Goban (바둑판, paduk pan in coreano, 棋盘S, qípánP in cinese) è il tavoliere utilizzato per il gioco del Go. 
Vi è disegnata sopra una griglia di 19x19 incroci, ma ne esistono anche versioni più piccole (normalmente 13x13 e 9x9 incroci) che sono usate sia dai principianti per l'apprendimento che dai professionisti per partite più rapide.

## Origine
L'evoluzione storica della dimensione del goban è oggetto di disputa. Secondo alcuni il gioco veniva in origine praticato su un goban 8x8 caselle, cioè 9x9 linee per poi diventare 17x17 (la misura ancora oggi usata nel go tibetano), cioè la fusione di 4 griglie 9x9 per poi stabilizzarsi sul 19x19. Quest'ultimo passaggio deriverebbe dalle caratteristiche matematiche, divinatorie e di osservazione stellare attribuite al numero 361.

## Materiali e misure

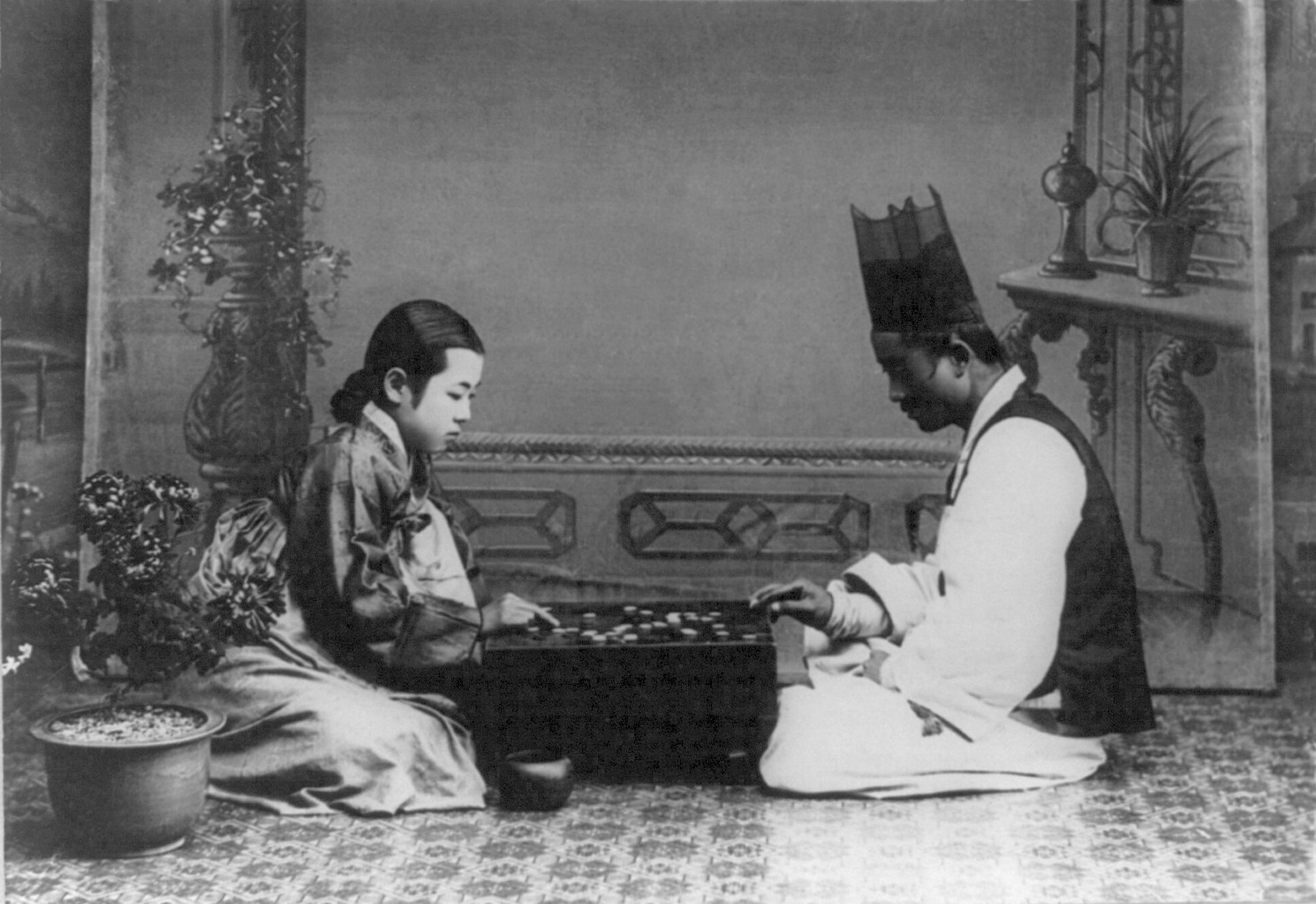
una coppia coreana gioca a Go su un goban tradizionale

La tavola tradizionale è in legno di kaya; misura 45,5 x 42,2 centimetri, lo spessore è di 15,5 centimetri. Il goban può essere poi munito di quattro zampe. Nonostante questo anche le partite ufficiali possono essere disputate su tavole di dimensioni diverse.
Lo spessore è la misura che varia più spesso, dove è possibile la superficie inferiore della tavola presenta una scavatura a forma di piramide che serve sia per impedire che la tavola si fratturi se esposta a sbalzi di temperatura o di umidità, sia a migliorare il suono che fanno le pietre quando vi vengono poggiate.
Le zampe misurano solitamente circa 12 centimetri. La griglia è incisa o disegnata con caselle di 23,7 x 22 millimetri.
Un goban tradizionale è quindi un oggetto molto voluminoso, pesante e costoso. Il kaya è un legno molto costoso, e un goban tradizionale deve, a causa delle sue dimensioni, essere realizzato partendo da alberi secolari. Da un albero è possibile ricavarne solitamente solo due o tre. Il loro costo può aggirarsi intorno ai 40.000 euro.
Le dimensioni, il peso, la fragilità e il costo di un goban tradizionale ha aperto la strada a numerose variazioni. Non è raro vedere infatti dei goban in pelle o plastica morbida che possono essere trasportati arrotolandoli. Nella maggior parte dei casi le tavole vengono vendute più sottili e senza piedi, in modo che possano essere appoggiate direttamente sul tavolo, mentre il goban tradizionale è concepito perché i giocatori stiano in terra a gambe incrociate secondo l'uso giapponese. Anche il legno utilizzato è molto vario, nella maggior parte dei casi si tratta di Bambù, Peccio, quercia, faggio o katsura. Quelli più economici sono in plastica o cartone pressato.

## Griglia

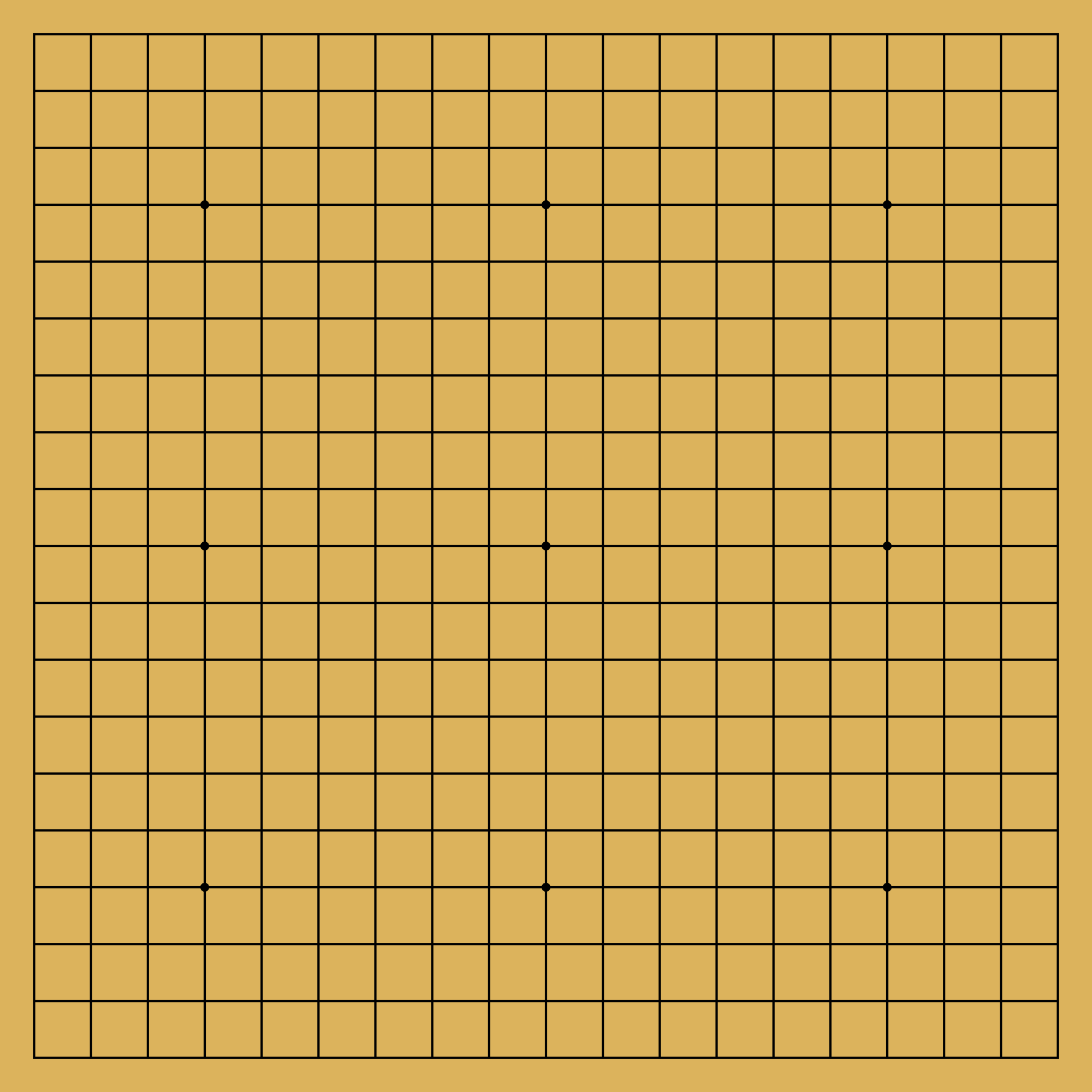
la griglia

Parte fondamentale del goban è la griglia sulla quale saranno poi disposte le pietre. È composta normalmente di 19x19 righe e 9 degli incroci vi sono segnati in modo più marcato (chiamati punti hoshi). Sulla tavola 19x19 si trovano nei seguenti punti:
- gli incroci che si trovano a 4x4 dagli angoli
- a metà tra gli incroci sopra descritti
- al centro della tavola (chiamato tengen, il centro del cielo)

Servono principalmente per indicare i punti in cui andranno disposte le pietre di handicap.